# Santa Bárbara, Hidalgo
Santa Bárbara är en ort i Mexiko.   Den ligger i kommunen Huichapan och delstaten Hidalgo, i den sydöstra delen av landet, 120 km nordväst om huvudstaden Mexico City. Santa Bárbara ligger 2 099 meter över havet och antalet invånare är 305.
Terrängen runt Santa Bárbara är platt åt nordväst, men åt sydost är den kuperad. Runt Santa Bárbara är det ganska tätbefolkat, med 72 invånare per kvadratkilometer. Närmaste större samhälle är Huichapan, 1,3 km öster om Santa Bárbara. I omgivningarna runt Santa Bárbara växer huvudsakligen savannskog.